# Берёзовское сельское поселение (Белгородская область)
Берёзовское се́льское поселе́ние — муниципальное образование в Борисовском районе Белгородской области России.
Административный центр — село Берёзовка.

## История
Березовское сельское поселение образовано 20 декабря 2004 года в соответствии с Законом Белгородской области № 159.

## Население
| 2010  | 2011  | 2012  | 2013  | 2014  | 2015  | 2016  | 2017  | 2018  |
| ----- | ----- | ----- | ----- | ----- | ----- | ----- | ----- | ----- |
| 1457  | ↘1452 | ↘1416 | ↘1388 | ↘1365 | ↗1373 | ↗1387 | ↘1379 | ↘1348 |
| 2019  | 2020  | 2021  |       |       |       |       |       |       |
| ↘1309 | ↘1303 | ↘1237 |       |       |       |       |       |       |

## Состав сельского поселения
| № | Населённый пункт | Тип населённого пункта       | Население |
| - | ---------------- | ---------------------------- | --------- |
| 1 | Берёзовка        | село, административный центр | ↗1281     |
| 2 | Климовое         | хутор                        | ↗58       |
| 3 | Красиво          | хутор                        | ↗73       |
| 4 | Лозовая Рудка    | хутор                        | ↘45       |